# Георгіївська церква (Ніжин)
Георгіївська церква — християнська церква Ніжинської єпархії Української православної церкви, головна церква Ніжинського Ветхоріздвяного Святогеоргієвського чоловічого монастиря.

## Розташування
Церква знаходиться в місті Ніжин Чернігівської області по вулиці Станіслава Прощенка, 41[джерело?].

## Історія створення
Церкву на честь Святого Георгія, покровителя Ніжина було збудовано ще у XVII столітті за сприяння православного шляхтича Біла Шапка, який заповів монастирю власний маєток на березі Остра.

## Архітектура
Це найстаріший кам'яний храм міста[джерело?]. Церква одноповерхова.